# Dörflas (Aurachtal)
Dörflas ist ein Gemeindeteil der Gemeinde Aurachtal im Landkreis Erlangen-Höchstadt (Mittelfranken, Bayern). Dörflas liegt in der Gemarkung Münchaurach.

## Geografie
Das Dorf liegt am Südufer des Reichenbachs, der einen Kilometer weiter östlich links in die Mittlere Aurach mündet. Unmittelbar südwestlich befindet sich die Wirtshöhe, 0,5 km westlich liegt das Wiesgründel, an das sich noch weiter westlich das Waldgebiet Fichtach anschließt. Eine Gemeindeverbindungsstraße führt zum Gewerbegebiet von Münchaurach und zur Kreisstraße ERH 15 (0,6 km südwestlich) bzw. zu einer Gemeindeverbindungsstraße bei Lenkershof (0,1 km nördlich), die nach Unterreichenbach (1,6 km nordwestlich) bzw. nach Falkendorf zur Staatsstraße 2244 verläuft (1,3 km südöstlich).

## Geschichte
Der Ort wurde 1317 im Würzburger Lehenbuch als „zume Dorfelin“ erstmals urkundlich erwähnt. In dieser Urkunde wurde bestätigt, dass Conrad und Hermann von Seckendorff den Zehnt von den Neurodungen innehatten. In einer anderen Urkunde von 1348 wurde bestätigt, dass eine Hofstatt mit allen Rechten dem Bamberger Bischof gehörte. 1511 wurde die Mühle des Ortes von Konrad Rieter dem Spital Herzogenaurach gestiftet.
Gegen Ende des 18. Jahrhunderts gab es in Dörflas 7 Anwesen. Das Hochgericht übte das brandenburg-bayreuthische Fraischvogteiamt Emskirchen-Hagenbüchach aus. Die Dorf- und Gemeindeherrschaft hatte das brandenburg-bayreuthische Klosteramt Münchaurach. Grundherren waren das Klosteramt Münchaurach (3 Höflein, 1 Gut, 1 Köblersgütlein, 1 Tropfgütlein) und das Spital Herzogenaurach (1 Mühle).
Von 1797 bis 1810 unterstand der Ort dem Justizamt Markt Erlbach und Kammeramt Emskirchen. Im Rahmen des Gemeindeedikts wurde Dörflas dem 1811 gebildeten Steuerdistrikt Münchaurach zugeordnet. Es gehörte der 1813 gegründeten Ruralgemeinde Falkendorf an. Mit dem Zweiten Gemeindeedikt (1818) wurde es in die Ruralgemeinde Münchaurach umgemeindet.
Am 1. Januar 1972 wurde Münchaurach im Zuge der Gebietsreform in die neu gebildete Gemeinde Aurachtal eingegliedert.

### Einwohnerentwicklung
| Jahr      | 001818 | 001861 | 001871 | 001885 | 001900 | 001925 | 001950 | 001961 | 001970 | 001987 |
| Einwohner | 63     | 53     | 60     | 57     | 60     | 51     | 73     | 38     | 38     | 35     |
| Häuser    | 12     |        |        | 9      | 9      | 9      | 9      | 9      |        | 11     |
| Quelle    | [ 9 ]  | [ 10 ] | [ 11 ] | [ 12 ] | [ 13 ] | [ 14 ] | [ 15 ] | [ 16 ] | [ 17 ] | [ 18 ] |

## Religion
Der Ort ist seit der Reformation evangelisch-lutherisch geprägt und nach St. Peter und Paul (Münchaurach) gepfarrt. Die Katholiken sind nach  St. Magdalena (Herzogenaurach) gepfarrt.